# Buin (kommun)
Buin är en kommun i Chile.   Den ligger i provinsen Provincia de Maipo och regionen Región Metropolitana de Santiago, i den södra delen av landet, 30 km söder om huvudstaden Santiago de Chile.
Omgivningarna runt Buin är i huvudsak ett öppet busklandskap. Runt Buin är det ganska glesbefolkat, med 45 invånare per kvadratkilometer.